# Glen Lyn
Glen Lyn és una població dels Estats Units a l'estat de Virgínia. Segons el cens del 2000 tenia 151 habitants.

## Demografia
Segons el cens del 2000, Glen Lyn tenia 151 habitants, 57 habitatges, i 38 famílies. La densitat de població era de 89,7 habitants per km².
Dels 57 habitatges en un 36,8% hi vivien nens de menys de 18 anys, en un 54,4% hi vivien parelles casades, en un 12,3% dones solteres, i en un 31,6% no eren unitats familiars. En el 29,8% dels habitatges hi vivien persones soles el 15,8% de les quals corresponia a persones de 65 anys o més que vivien soles. El nombre mitjà de persones vivint en cada habitatge era de 2,65 i el nombre mitjà de persones que vivien en cada família era de 3,36.
Per edats la població es repartia de la següent manera: un 27,8% tenia menys de 18 anys, un 11,3% entre 18 i 24, un 28,5% entre 25 i 44, un 15,9% de 45 a 60 i un 16,6% 65 anys o més.
L'edat mediana era de 35 anys. Per cada 100 dones de 18 o més anys hi havia 78,7 homes.
La renda mediana per habitatge era de 28.750 $ i la renda mediana per família de 38.250 $. Els homes tenien una renda mediana de 22.813 $ mentre que les dones 18.750 $. La renda per capita de la població era de 12.706 $. Entorn del 10,8% de les famílies i el 17,7% de la població estaven per davall del llindar de pobresa.

## Poblacions més properes
El següent diagrama mostra les poblacions més properes.